# Killen (Alabama)
Killen – miasto w Stanach Zjednoczonych, w stanie Alabama, w hrabstwie Lauderdale. W roku 2023 miasto zamieszkiwało 1035 osób, a gęstość zaludnienia wynosiła 207 osób/km².